# Alessandro Borgia (luogotenente)
Alessandro Borgia (Velletri, 30 ottobre 1783 – Roma, 13 gennaio 1872) fu luogotenente generale del Sovrano Militare Ordine di Malta.

## Biografia
Alessandro Borgia nacque a Velletri nel 1783 dalla rinomata e nobile famiglia dei Borgia, entrando nell'ordine ancora in minore età il 18 febbraio 1797, professando poi i voti ufficiali nel 1802.
Egli prese residenza ufficialmente nell'Ordine a partire dal 1818 quando si stabilì nel convento gerosolimitano di Catania ove l'Ordine aveva sede, ove dimorò sino al 1824 quando si trasferì con gli altri cavalieri dapprima a Ferrara e dal 1834 a Roma, preoccupandosi di volta in volta della salvaguardia dell'archivio generale della luogotenenza.
Alessandro Borgia morì nel palazzo magistrale a Roma il 13 gennaio 1872.